# Peter Brugger (Politiker)
Peter Brugger (* 27. April 1920 in St. Peter; † 6. April 1986 in Bozen) war ein Südtiroler Politiker und ehemaliger Senator der Südtiroler Volkspartei (SVP).

## Leben

### Junge Jahre
Peter Brugger war das Jüngste von sieben Kindern. Er wuchs im Ahrntal auf und besuchte zuerst die während des Faschismus illegale „Katakombenschule“. Der Ortspfarrer empfahl Bruggers Familie, ihn in das Brixner Vinzentinum zu schicken. Da sich diese das Schulgeld nicht leisten konnte, war sie auf die Unterstützung des Priesters Cesare Rossi angewiesen. So konnte Brugger ab 1931 das Vinzentinum besuchen. 1939 wurde der Optant Peter Brugger in die Wehrmacht einberufen.
1944 geriet er in sowjetische Gefangenschaft. In dieser Zeit verfasste er ein Memorandum, das er später benutzte, um sich zu verteidigen: Seine politischen Gegner nutzten seine Gefangenschaft, um ihn als kommunistischen Spion zu denunzieren. Doch nachdem er dieses Dokument der SVP-Leitung zukommen gelassen hatte, wurde er nicht mehr beschuldigt, ein Spion zu sein.
Am 12. Mai 1951 heiratete er die um neun Jahre jüngere Olangerin Luise Zingerle. Das Paar hatte fünf Kinder: die Journalistin Oktavia Brugger, den Anwalt und Politiker Siegfried Brugger, Maria Elisabeth Brugger, Peterpaul Brugger und Martin Brugger.

### Einstieg in die Politik
1947 kehrte Peter Brugger aus der Kriegsgefangenschaft zurück. Im selben Jahr trat er der Südtiroler Volkspartei (SVP) bei, deren Ziel es war, die Südtiroler Bevölkerung möglichst geschlossen gegenüber dem italienischen Staat zu vertreten. Kurz darauf fand er Arbeit bei der UPSEA (Statisches Wirtschaftsamt für Landwirtschaft in Bruneck). Elf Monate später übernahm er die dortige Leitung der Bezirkskanzlei. 1949 wurde Brugger ein Parteiausschussmitglied der SVP. 
1951 berief der Regionalassessor Alois Pupp Peter Brugger als seinen persönlichen Sekretär, der somit zum ersten deutschsprachigen Beamten der Regionalverwaltung von Trentino-Südtirol wurde. 1952 wurde Brugger in den Regionalrat Trentino-Südtirol und damit gleichzeitig den Südtiroler Landtag gewählt und zog anschließend als Assessor für Landwirtschaft im Kabinett Erckert II in die Südtiroler Landesregierung ein.

### Politische Karriere/politischer Einfluss
1954 verbuchte Peter Brugger seinen ersten großen Erfolg: die Wiedereinführung des „Höfe-Gesetzes“, das im Faschismus abgeschafft worden war. Es besagt, mit welchem Besitz die Erben, die den Hof verließen, in einem Zeitraum von 20 Jahren auszubezahlen sind. 1955 schlug ihn Zeitungsherausgeber Kanonikus Michael Gamper als Landeshauptmann vor. Allerdings setzte sich Alois Pupp knapp durch. Brugger behielt jedoch auch im neuen Kabinett Pupp seinen Sitz in der Landesregierung. Ab 1956 fungierte er zusätzlich als Fraktionssprecher seiner Partei im Regionalrat.
Am 17. Juni 1960 zog Brugger, an der Spitze der SVP-Fraktion, aus dem Regionalrat aus. Grund für diese plötzliche Entscheidung war die Wiederwahl von Tullio Odorizzi zum Präsidenten des Regionalausschusses gegen den Willen der SVP. Nach dem SVP-internen Machtwechsel diente Brugger auch unter dem neuen Landeshauptmann Silvius Magnago in den Kabinetten Magnago I und Magnago II.
Als es nach den Verhaftungen im Zusammenhang mit der Feuernacht zu Folterungen kam, verurteilte Peter Brugger im Regionalrat am 21. Juni 1961 als erster Politiker öffentlich die Misshandlung von Südtiroler Häftlingen durch die Polizei. Im Dezember 1963 wurde Brugger Vize-Obmann der SVP, 1968 Ehrenmitglied des Südtiroler Bauernbundes. Als solcher hatte er Sitz und Stimme auf Lebzeiten.
Im Oktober 1967 entschied er sich, seine politischen Tätigkeiten von Bozen nach Rom zu verlegen. 1968 kandidierte er im Wahlkreis Bozen erfolgreich für den italienischen Senat. Bei der entscheidenden Abstimmung über das „Südtirol-Paket“ innerhalb der SVP am 23. November 1969 führte Brugger die Fraktion der Paketgegner an. Nach seiner knappen Niederlage kam es zu einem historischen Händedruck mit Silvius Magnago. Im Herbst 1972, nach seiner Wiederbestätigung bei den Parlamentswahlen, wurde Brugger ins Europäische Parlament entsandt und erarbeitete einen Entwurf für das europäische Handels- und Mitbestimmungsrecht. 
1976 wechselte er zu den Parlamentswahlen in den Wahlkreis Brixen, wo er erneut als Senator bestätigt wurde. 1979 wurde Brugger Präsident der „gemischten Fraktion“ des Senats. 1983 wurde er ein fünftes und letztes Mal in den Senat gewählt.